# Krasni Mak
Krasni Mak (en (ucraïnès): Красний Мак) és un poble de la República Autònoma de Crimea a Ucraïna, que el 2014 tenia 1.663 habitants. Pertany al districte de Bakhtxissarai. Fins al 1945 la vila es deia Biiuk-Karalez.

## Població
Segons les dades del 2001 la composició de la població de la vila de Krasni Mak d'acord amb la llengua que empren és la següent:
| Llengua  | %     |
| -------- | ----- |
| Rus      | 68,02 |
| Tàtar    | 18,59 |
| Ucraïnès | 11,63 |
| Altres   | 0,34  |